# 시계 (노래)
〈시계〉(스페인어: El reloj 엘 렐로흐[*])는 볼레로 장르의 곡이다. 멕시코의 작곡가이자 가수인 로베르토 칸토랄(Roberto Cantoral)이 1957년에 발표한 곡이다. 당시에 그는 로스 트레스 카바예로스(Los Tres Caballeros) 트리오의 일원이었다.

## 요약
칸토랄은 1956년 로스 트레스 카바예로스의 미국 투어가 끝난 후 워싱턴 DC의 포토맥 강 앞에서 이 노래를 작곡했다.